# Dysbatus stenodesma
Dysbatus stenodesma là một loài bướm đêm trong họ Geometridae.